# مربول-شتو
شهر مربول-شتو (به فرانسوی: Merbes-le-Château) در شهرستان توئن  در استان انو  در منطقه فدرال والوون در کشور بلژیک واقع شده‌است.